# Мотопробег
Мотопробег — проезд группы мотоциклистов по определённому маршруту с какой-либо целью.

## История мотопробегов в СССР и России
Первый всесоюзный звёздный вело-мото-пробег финишировал в Москве 21 июня 1926 года. На финиш прибыло 126 участников из 23 различных населённых пунктов СССР, из них 14 мотоциклистов. Среди мотоциклистов победил Мясников из Нижнего Новгорода. Все участники ехали по разным маршрутам. Мотоциклист Дмитриев по заданию Наркомпочтеля проехал на мотоцикле 1350 км по маршруту Москва — Владимир — Нижний Новгород — Новгород — Тула — Москва, он выяснял возможность доставки почты в сёла на мотоцикле.

## Известные мотопробеги
- Мотопробеги, которые организовывают «Ночные волки»[когда?]
- Мотопробег Александра Кашина (2011)[3]; фото